# Tunu

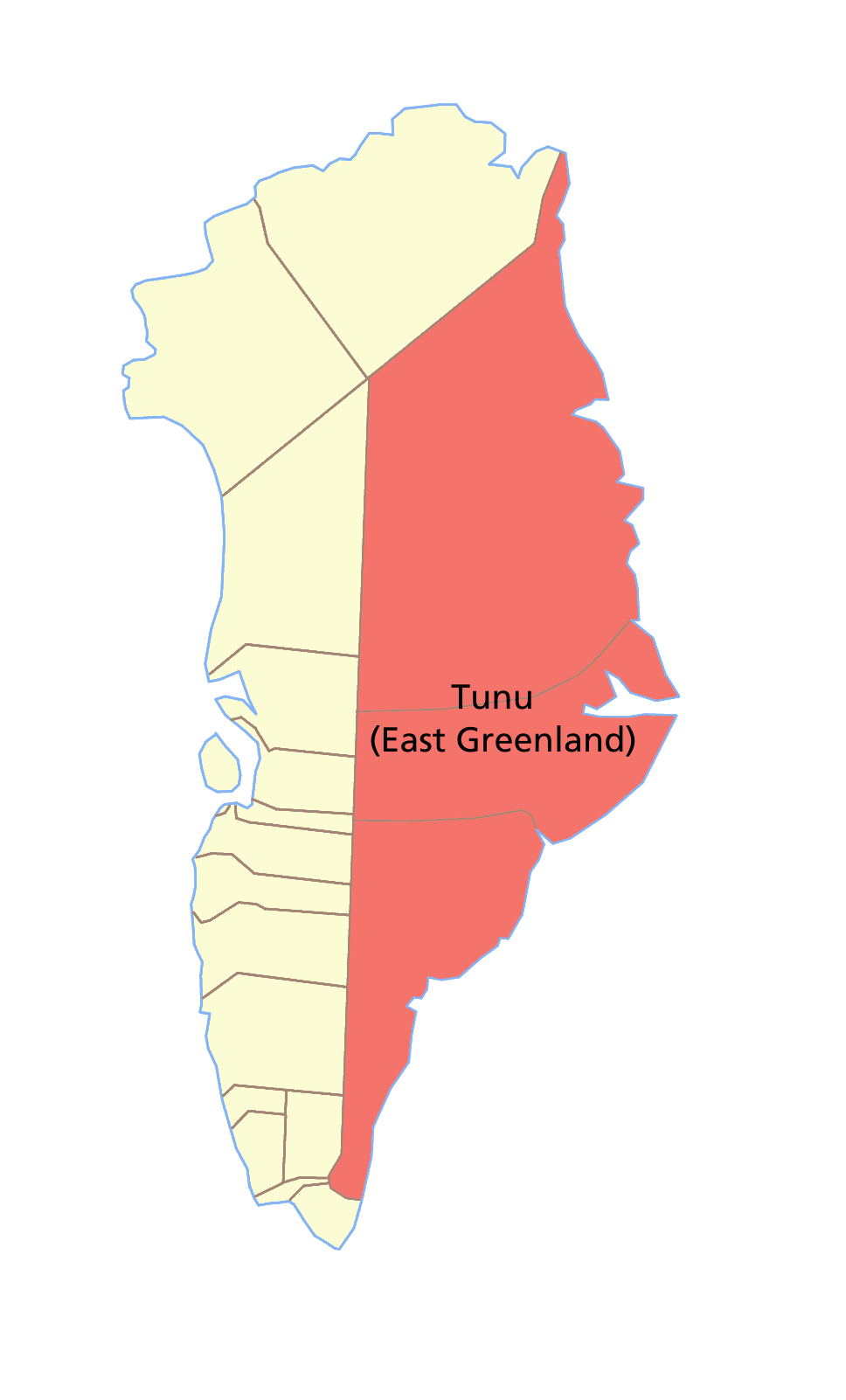
Karta

Tunu eller Østgrønland var ett av Grönlands amt fram till kommunreformen 2009. Amtet utgjorde Grönlands östkust, som är 2700 km lång. Huvudorten var Tasiilaq och hela amtet hade en befolkning om omkring 3 800 invånare.
Amtet utgjordes av de två kommunerna Tasiilaq och Ittoqqortoormiit, samt världens största nationalpark, Grönlands nationalpark, som täcker dess norra halva.
Amtet angränsade i öst till Grönlandshavet, Norska havet, Danmarkssundet och Nordatlanten. I väst låg amtet Kitaa.